# Sigena
Sigena (auch Sigine, Sigina, Sigana, Siguna, Sigaun) ist ein weiblicher Vorname, der sehr häufig mit den Flussnamen Seine oder Sieg von lat. Sequana in Verbindung gebracht wurde. Dagegen steht aber wohl der Zusammenhang mit dem seit dem 9. Jahrhundert belegten Vornamen Sigune (Siguni, Siguna), der als Sigiwina, Siguina bzw. Sigina vom männlichen germanischen Namen Seguin bzw. Sigiwin abgeleitet wird.
Bekannte Namensträgerinnen:
- Sigena aus Norenberc (um 1050), siehe Sigena-Urkunde
- Sigena von Leinungen (* um 1025; † vor 1110), Tochter von Goswin dem Älteren von Groß-Leinungen und Erbin von Morungen und Gatersleben, verheiratet mit Wiprecht I. von Groitzsch und Friedrich I. von Pettendorf
- Sigaun von Leonsberg, verheiratet nach 1132 mit Jörg von Mühlberg-Closen
- Sigune, Cousine von Parzival, literarische Figur von Wolfram von Eschenbach, verfasst Anfang des 13. Jahrhunderts
- Siguna Seemann (um 1255), verheiratet mit Otto Pölnkofer
- Sigena von Wolfurt (um 1250), Sigena von Schellenberg (1262–1279) sowie Sigena von Schellenberg (1340–1356), Äbtissinnen des Kanonissenstifts Lindau
- Siguna von Buchberg, verheiratet mit Georg I. (Ortenburg) († 1422)
- Sigune von Osten (* um 1950 in Dresden; † 2021), deutsche Sängerin

Siehe auch
- Villanueva de Sigena, Gemeinde in der Provinz Huesca der Autonomen Region Aragón in Spanien